# Raymundo Capetillo
Raymundo Sánchez Capetillo (Cidade do México, 1 de setembro de 1943 – 12 de julho de 2020) foi um ator mexicano.

## Biografia
Raymundo apesar do sobrenome conhecido não tem nenhum parentesco com os irmãos atores Eduardo Capetillo e Guillermo Capetillo. Também foi economista e professor de inglês, iniciou sua carreira de ator no final da década de 1960 trabalhando na televisão, cinema e teatro.
Como político foi subdelegado de desenvolvimento social da primeira Assembléia Legislativa do Distrito Federal mexicano. E no ano de 2000 se lançou como candidato ao Senado pelo partido político Democracia Social.
Morreu no dia 12 de julho de 2020, aos 76 anos, de COVID-19.

## Filmografia
- 2012 - Amor Bravío – Francisco Javier Díaz Velasco
- 2009 - Corazón salvaje – Raúl de Marín
- 2007 - Pasión – Justo Darién
- 2005 - Barrera de amor – Nicolás Linares
- 2004 - Corazones al límite – Daniel Molina
- 2003 - Velo de novia – Filemón Paz
- 2001 - El Manantial – Dr. Álvaro Luna
- 2000 - Mi destino eres tú – Sergio Rivadeneira
- 1999 - Mujeres engañadas – Ramiro
- 1999 - Alma rebelde –
- 1998 - Soñadoras – Horacio
- 1997 - No tengo madre –
- 1996 - Marisol – Diego Montalvo
- 1991 - Cadenas de amargura – Renato Garza
- 1988 - Rosa salvaje – Doctor Reynaldo
- 1987 - Victoria – Joaquín
- 1985 - Juana Iris – Rafael
- 1983 - Un solo corazón – Roberto
- 1980 - Aprendiendo a amar – Hugo
- 1979 - Mamá campanitas – Gabriel
- 1978 - Viviana – Alfonso
- 1977 - La Venganza – Eduardo
- 1975 - Santo en Anónimo mortal
- 1974 - Ana del aire
- 1973 - Los perros de Dios
- 1971 - Muchacha italiana viene a casarse
- 1970 - La hermanita Dinamita
- 1969 - De la tierra a la luna

### Séries de televisão
- 2008 - Mujeres asesinas – Mariano Davila
- 2007 - La rosa de Guadalupe – Gonzalo
- 2002 - Mujer, casos de la vida real